# 信蜜恒

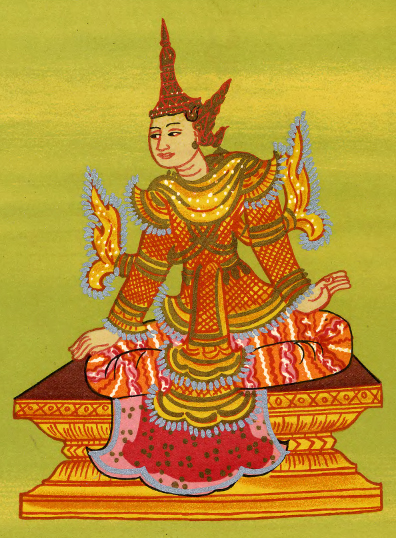
信蜜恒

信蜜恒（發音：[ʃɪ̀ɴ mɪ́ɴɡàʊɴ]）是37尊緬甸神靈之一。他生前是緬甸蒲甘王朝國王棄須，死於一次狩獵意外。